# Franz Ruhaltinger
Franz Ruhaltinger (* 13. August 1927 in Neukirchen am Walde, Oberösterreich; † 7. Dezember 2014 in Linz) war ein österreichischer Gewerkschaftsfunktionär, SPÖ-Politiker und Zentralbetriebratsobmann der Voest.
Der gelernte Werkzeugschmied war bei der VOEST AG seit 1948 als Hüttenarbeiter und Kranführer angestellt. 1952 wählte man ihn zum Vertrauensmann. 1959 wurde er Mitglied des Arbeiterbetriebsrats, 1972 Betriebsratsobmann-Stellvertreter, 1974 Betriebsratsobmann, 1977 Obmann des Zentralbetriebsrates der VOEST-Alpine AG. Ruhaltinger wurde 1978 Vorsitzender-Stellvertreter der Gewerkschaft Metall-Bergbau-Energie, 1980 Landesobmann des Österreichischen Gewerkschaftsbundes Oberösterreich. Schon seit 1974 war Ruhaltinger Obmann der Oberösterreichischen Gebietskrankenkasse. Dem österreichischen Parlament gehörte er als SPÖ-Abgeordneter von der XV. bis zur XVII. Gesetzgebungsperiode an, das heißt vom 5. Juni 1979 bis zum 4. November 1990.
Der selbstbewusste „Betriebskaiser“ geriet vor allem im Zusammenhang mit der Verstaatlichtenkrise 1985–1986 (Intertrading-Skandal etc.) ins Kreuzfeuer der Medien. Zu seinem 80. Geburtstag veröffentlichte er seine Memoiren.

Während der 1970er- und 1980er-Jahre galt Ruhaltinger als zentrale Figur der österreichischen Gewerkschaftsbewegung und hatte maßgeblichen Einfluss nicht nur auf die Voest, sondern auf die gesamte österreichische Industriepolitik:

„Zwar war die formale Mitbestimmungsmacht des Franz Ruhaltinger, Jahrgang 1927, auf ein bloßes Drittel – nämlich auf die Betriebsmandate – der Aufsichtsratsstimmrechte beschränkt. [...] In Wahrheit reichte Ruhaltingers Macht ungleich weiter. Wenn Franz Ruhaltinger mit Bruno Kreisky redete, entsprach das einem politischen Gipfeltreffen. Dann zitterten die Funktionäre der Regierungspartei. Wurde Ruhaltinger grantig, konnte er Tausendschaften von Voestlern auf die Straße holen. Die veranstalteten dann keine zahnlose Demo, sondern ein politisches Megaereignis, auf dem alle Augen der Republik lagen“

## Werk
- Franz Ruhaltinger, Gottfried Weißengruber: Vom Armenschüler zum Arbeiterführer: „Ich habe ausgeteilt. Ich habe eingesteckt“. Grünbach, Oberösterreich 2007, ISBN 978-3-902427-38-0